# Meridiano 95 oeste
El meridiano 95 oeste de Greenwich es una línea de longitud que se extiende desde el Polo Norte atravesando el Océano Ártico, América del Norte, el Golfo de México, América Central, el Océano Pacífico, el Océano Antártico y la Antártida hasta el Polo Sur.
El meridiano 95 oeste forma un gran círculo con el meridiano 85 este.
Comenzando en el Polo Norte y dirigiéndose hacia el Polo Sur, el meridiano 95 oeste pasa a través de:
| Coordenadas                       | País, territorio o mar | Notas                                                                      |
| --------------------------------- | ---------------------- | -------------------------------------------------------------------------- |
| 90°0′N 95°0′O / 90.000, -95.000   | Océano Ártico          |                                                                            |
| 81°2′N 95°0′O / 81.033, -95.000   | Canadá                 | Nunavut - Isla Axel Heiberg, Isla Bjarnason e Isla Axel Heiberg de nuevo   |
| 79°16′N 95°0′O / 79.267, -95.000  | Massey Sound           |                                                                            |
| 78°25′N 95°0′O / 78.417, -95.000  | Canadá                 | Nunavut - Isla Amund Ringnes                                               |
| 78°1′N 95°0′O / 78.017, -95.000   | Estrecho de Hendriksen |                                                                            |
| 77°47′N 95°0′O / 77.783, -95.000  | Canadá                 | Nunavut - Isla Cornwall                                                    |
| 77°28′N 95°0′O / 77.467, -95.000  | Canal de Belcher       |                                                                            |
| 76°59′N 95°0′O / 76.983, -95.000  | Canadá                 | Nunavut - Isla Devon                                                       |
| 76°14′N 95°0′O / 76.233, -95.000  | Canal de Queens        |                                                                            |
| 76°6′N 95°0′O / 76.100, -95.000   | Canadá                 | Nunavut - Isla Dundas                                                      |
| 76°3′N 95°0′O / 76.050, -95.000   | Canal de Quuens        | Pasa justo al oeste de Isla Baillie-Hamilton, Nunavut, Canadá              |
| 75°37′N 95°0′O / 75.617, -95.000  | Canadá                 | Nunavut - Isla Cornwallis                                                  |
| 74°40′N 95°0′O / 74.667, -95.000  | Canal de Parry         | Estrecho de Barrow - Pasa justo al oeste de Isla Griffith, Nunavut, Canadá |
| 74°2′N 95°0′O / 74.033, -95.000   | Canadá                 | Nunavut - Isla Somerset y la península Boothia                             |
| 69°37′N 95°0′O / 69.617, -95.000  | Estrecho de Rae        | Pasa justo al este de Isla del Rey Guillermo, Nunavut, Canadá              |
| 68°3′N 95°0′O / 68.050, -95.000   | Canadá                 | Nunavut Manitoba Ontario                                                   |
| 49°22′N 95°0′O / 49.367, -95.000  | Estados Unidos         | Minnesota - Northwest Angle                                                |
| 49°11′N 95°0′O / 49.183, -95.000  | Lago de los Bosques    |                                                                            |
| 48°58′N 95°0′O / 48.967, -95.000  | Estados Unidos         | Minnesota Iowa Misuri Kansas Misuri Kansas Oklahoma Texas e Isla Galveston |
| 29°10′N 95°0′O / 29.167, -95.000  | Golfo de México        |                                                                            |
| 18°34′N 95°0′O / 18.567, -95.000  | México                 | Veracruz Oaxaca                                                            |
| 16°12′N 95°0′O / 16.200, -95.000  | Océano Pacífico        |                                                                            |
| 60°0′S 95°0′O / -60.000, -95.000  | Océano Antártico       |                                                                            |
| 72°32′S 95°0′O / -72.533, -95.000 | Antártida              | Territorio no reclamado                                                    |